# バーチャレーシング
『バーチャレーシング』 (Virtua Racing) は、日本のセガから発売され1992年8月に稼働開始されたアーケード用レースゲーム。正式名称は『V.R. バーチャレーシング』。
フォーミュラ1をモチーフにしており、ポリゴンを主体としたグラフィック描画機能を搭載した新世代アーケード基板であるMODEL1で制作された。初級、中級、上級の3つのコースが用意されている。開発はセガ第2AM研究開発部が行い、ディレクターは『スペースハリアー』（1985年）や『アウトラン』（1986年）を手掛けた鈴木裕、音楽はメガドライブ用ソフト『レンタヒーロー』（1991年）を手掛けた光吉猛修が担当している。
1994年にメガドライブに移植された他、同年にはスーパー32X用ソフトとして『バーチャレーシング デラックス』のタイトルで発売、1995年にはセガサターン用ソフトとして『バーチャレーシング セガサターン』のタイトルで発売された。2004年にはアレンジ移植としてPlayStation 2用ソフト『セガエイジス2500シリーズ Vol.8 バーチャレーシング フラットアウト』が発売された他、2005年に北米および欧州のみで発売されたPlayStation 2用ソフト『Sega Classics Collection』に収録、さらに2019年にはグラフィック面などを強化したNintendo Switch用ソフト『SEGA AGES バーチャレーシング』が配信された。
アーケード版はゲーム誌『ゲーメスト』の企画「第6回ゲーメスト大賞」（1992年度）にて、ベストアクション賞8位、ベスト演出賞10位、ベストグラフィック賞2位を獲得した。また、メガドライブ版はゲーム誌『ファミコン通信』の「クロスレビュー」にてゴールド殿堂入りを獲得した。

## ゲーム内容

### システム
MODEL1基板はポリゴンにテクスチャーを貼ることができず、見た目はツルツルの「板」状パーツだけで構成されたグラフィックだったが、「映像的なリアリティ」よりも「フォーミュラカーをドライブする感覚」を優先して再現し､「ゲームの上手な人が勝つのではなく、本当に運転技術の優れた人が速く走れるレースゲーム」というポリシーでデザインされたゲーム性により高インカムを記録する人気作となった。
16:9のワイド画面をアーケードゲームとして初めて採用（デラックス筐体のみ）したことや、サーキット外に観覧車を立てたり路面にタイヤ跡が残るなど、（現在の視点から見れば）描画性能が低いなりにポリゴンの描写にチャレンジしている。
アーケード版のフルサイズ筐体には空気圧力によって膨らむギミックが取り入れられており、カーブによって生じるGを再現している。また、バタフライシフトのセミオートマチック（7速）を導入している。なお、セガのレーシングゲームに多く取り入れられていた視点変化機能は本作が元祖となっている。
1993年には、70インチの大画面とほぼ実寸大のフォーミュラカーを模した可動式筐体を採用した『バーチャフォーミュラ』がリリースされている。なお、この機種は、もともと大型店舗への設置を前提としているため、4台通信プレイ仕様（約4800万円）か8台通信プレイ仕様（約9600万円）しか存在しない。こちらの略称がVFであるため、『バーチャファイター』（1993年）の略称がVFTとなったという経緯がある。
ゲーム中の車両デザインはフォーミュラカーを模しているが、実はゲームの設定自体では特定のレースカテゴリを主張していないため、米国などではインディカー/チャンプカーのイベントでスポンサーの装飾を施して使われることもあった。
視点変化によりタイムが異なるという事象があった。視点1（コックピット視点）から視点4（上空からの空撮視点）へ視点が引いていくたびに走行タイムが早くなっていた。ただし、視点4でのプレイは細かい操作がやりづらいため、実際にプレイして早かったのは視点3であり、ゲーム雑誌のハイスコアランキングでも視点3でタイムが申請されていた。
この8台通信プレイ仕様は横浜八景島シーパラダイス内のゲームセンターに7台設置されていた時期があった。

### 筐体
デラックスタイプの筐体は、前述のようにエアバッグでGを再現する試みがなされているが、エアバッグの耐久性があまりなく（摩擦で破れることが多い）、作動していないことが多い。ステアリングの反力機構とシートの前後スライドも空気圧である。発売時は通信機能が省かれており、後日通信プレイ用の改造キットがリリースされた。ちなみに筐体価格は約500万円。
ツインタイプの筐体は、技術の過渡期の製品であるためか、座席が両方のプレイヤーのシートが繋がった固定式のベンチシート状態であり、かなり特異なデザインである。シートとステアリングの距離も相当離れており、日本人の体格には合っていなかった。こちらは、ステアリングの機構は、オーソドックスな電動モーター（センタリングはスプリング）式である。またモニターはオーソドックスな4：3比率となっている。筐体価格は約330万円。

### 通信対戦
オプション製品として、通信プレイ中にネットワーク内のゲームプレイの映像を、テレビのライブ中継のように演出して表示するライブ中継モニタが存在した。
通信機能は、最大8人まで同時プレイ可能である。この際、デラックスタイプとツインタイプの筐体を混在させてもよい。ただし、ライブモニターも接続台数に含まれる（例：ライブモニターを1台使う場合は、最大プレイ人数は7人まで）。
基板そのものは、デラックスタイプ、ツインタイプ、ライブモニターともに共通で、設定で動作を切り替えている。したがって、ツインタイプやデラックスタイプをライブモニターとして稼働させることも可能（ただし、その席ではプレイできなくなってしまう）。

## 移植版
| No. | タイトル                                                                   | 発売日                                      | 対応機種                               | 開発元                 | 発売元                 | メディア                 | 型式                       | 備考                 | 出典        |
| --- | -------------------------------------------------------------------------- | ------------------------------------------- | -------------------------------------- | ---------------------- | ---------------------- | ------------------------ | -------------------------- | -------------------- | ----------- |
| 1   | バーチャレーシング                                                         | 1994年3月14日 1994年3月16日 1994年3月18日   | メガドライブ                           | セガ第2AM研究開発部    | セガ                   | 16メガビットロムカセット | G-7001 1229 1229-50        |                      |             |
| 2   | バーチャレーシング デラックス                                              | 1994年11月21日 1994年12月4日 1994年12月16日 | スーパー32X                            | CSチーム               | セガ                   | 24メガビットロムカセット | GM-5001 84601 84601-50     |                      |             |
| 3   | バーチャレーシング セガサターン Time Warner Interactive's VR Virtua Racing | 1995年6月1日 1995年12月22日 1996年          | セガサターン                           | タイムワーナー         | タイムワーナー         | CD-ROM                   | T-4803G T-4801H T-4801H-50 |                      |             |
| 4   | セガエイジス2500シリーズ Vol.8 バーチャレーシング フラットアウト           | 2004年2月26日                               | PlayStation 2                          | ヴァンテアンシステムズ | スリーディー・エイジス | CD-ROM                   | SLPM-62443                 |                      |             |
| 5   | Sega Classics Collection                                                   | 2005年3月22日 2006年2月3日                  | PlayStation 2                          | スリーディー・エイジス | セガ                   | DVD-ROM                  | SLUS-21009 SLES-53461      |                      |             |
| 6   | SEGA AGES バーチャレーシング                                               | 2019年4月25日 2019年6月27日                 | Nintendo Switch                        | エムツー               | セガ                   | ダウンロード             | -                          | アーケード版の移植   | [ 4 ] [ 5 ] |
| 7   | バーチャレーシング                                                         | INT 2022年10月27日                          | メガドライブ ミニ2 SEGA Genesis Mini 2 | エムツー               | セガ                   | プリインストール         | HAA-2524 MK-16310          | メガドライブ版の移植 |             |

メガドライブ版
1994年に発売された、初の移植版。正式タイトルは『V.R. バーチャレーシングMD』。当時、家庭用ゲーム機の性能では移植不可能と思われていたが、カートリッジ内にセガバーチャプロセッサと呼ばれる頂点計算用の乗算器（演算能力は9000ポリゴン/秒）を搭載するという方法で実現させた。
とは言え180000ポリゴン/秒の性能を持つアーケード基板（MODEL1）に比べれば解像度もポリゴン数も落ちるため、雑誌誌面上の静止画像ではタイヤが「たどん」のようにしか見えないという不利なプロモーションを余儀なくされた。後の時代のように動画映像をユーザーが見る手段が乏しかったという当時の事情もあった。なお発売前に動く映像を見られる数少ない方法の一つだったセガのプロモーションビデオでは、当時この種のセガプロモビデオ・ナレーションを多く務めていた細井治が本作でも起用されている。
発売後はAM2研が直接移植開発を手掛けた事が功を奏し(ただし、実際はCSチームのメンバーがAM２研でオリジナル版の資料を見て開発）、特に自車操作の再現度が高く評価された。
画面を上下に分けて二人対戦プレイが可能。コースは3つの中から、周回数は5周、10周、15周、20周の4つの中から選択する。それぞれのプレイヤーが、タイヤの滑り易さを5段階に設定出来て、ハンディキャップを付けられる。
完走後のリプレイ中に、AボタンまたはCボタンを押すと、真上からの視点に切り替える事が出来る。車のライン取りが明確に分かるようになる。
6ボタンタイプのパッドやコントローラーを使用すれば、アーケード版と同様に、自分の好みの視点にダイレクトに移行出来る。3ボタンタイプだと、順送りと逆送りを繰り返して切り替わる。
メガドライブ版のみに発生している固有の問題として、カートリッジに内蔵されている基板に取り付けられた電解コンデンサが経年劣化してしまうケースが多々ある。
スリップ・ストリームが再現されている。高速で空気に穴を開けて疾走するレーシング・カーの背後は、非常に空気が薄くなっていて、空気抵抗が低下するので、そこに入った後ろの車は、僅かにスピードが上昇する。この、背後の空気が薄くなる現象をスリップ・ストリームと言う。メガドライブ版では、オートマチックは時速328キロメートルが最高速度だが、前を走っている車を最高速度で追い越す際に、一時的に時速333キロメートルに上昇する。これは、スリップ・ストリームに因って、空気抵抗が低下しているためである。
1994年12月3日に次世代ゲーム機であるPlayStationが発売され、ナムコの『リッジレーサー』（1993年）がローンチタイトルとなった事で、家庭でもテクスチャ付きのポリゴン描画によるレースゲームが体験出来るようになったため、発売後まもなくしてバーチャレーシングの注目度は下がっている。
スーパー32X版
同年、メガドライブのパワーアップユニット・スーパー32X専用ソフトとしてメガドライブ版を担当したスタッフが再び開発。『バーチャレーシングデラックス』と改題されて発売された。ハードウェアスペックの向上により、メガドライブ版よりも美麗な描写（20fps,20000ポリゴン/秒）になった。メガドライブ版と同様、運転感覚の再現度も良くプレイ感覚は向上している。
ゲームデザインは基本的な移植はメガドライブ同様しっかりと押さえた上で「デラックス」と題される通りの様々なアレンジが加えられており、新コース2つ追加（高地・砂漠）、デフォルト自車（レーシングカー）とは挙動や速度が異なる新しく追加された自車（ストックカーとプロトタイプカー）を2つ追加、さらに音楽もいくつか追加された（既存の音楽も一部編集のうえ収録されている）。これらの要素が好評を博し、歴代移植作の中でも評価が高い（#評価参照）。
国内版と海外版でセレクト画面やエンディング、サンドパークで二股に分かれたの先のコースが異なるなどの違いがある。
セガサターン版
1995年にはセガサターンへタイムワーナーインタラクティブによって『バーチャレーシング サターン』として移植された。コースに大幅な改変が行われているなど完全移植を期待したユーザーの視点では再現度が低いと見なされ、また（メガドライブよりも基本スペックが高いはずの）セガサターン用ソフトであるのに過去作のメガドライブ版よりもフレームレートが不安定という点が評価を下げた（#評価参照）。
PlayStation 2版
2004年にセガエイジス2500シリーズとして、PlayStation 2用にも移植された。『V.R. バーチャレーシング -FlatOut-』が正式タイトル。鈴木裕が監修を行っている。フレームレートが60フレームになっていて、スピード感がアップしているが、移植版の中で最も操作性が変更されている。アーケード版の3コースに加え、新たに3つのコースが追加されている。また、マシンも4台追加された。GT FORCE対応。
Nintendo Switch版
2018年から2020年まで展開していた、新生SEGA AGESシリーズの1作として移植・リリース。#その他に記載している、開発計画があったが中止となった3DS版と同じ移植担当企業が全てを仕切りなおし一から移植作業を行う。これによって、多少改良が加わっているものの、オリジナルの完全移植と言う意味では実に26年の歳月を経て達成された。
アーケード（AC）版では筐体内部の基板にアクセス出来る者（店員など）のみ選択が可能だった2つの周回設定「ノーマル」（最大5周）と「グランプリ」（最大20周）を、オプション設定で簡単に選択可能。
他人との対戦プレイはネットを介した1on1オンラインとは別に、オフライン対戦も用意。後者はSwitch1台で2人～8人までの対戦が可能となる（プレイ人数が増えるほど個別画面が小さくなるので、大画面テレビでのプレイ推奨。3人以上のプレイでは別途にJoy-Conが必要）。
1人プレイ（非対戦プレイ）時には、走行の様子を一定数セーブ&リプレイ可能。リプレイ時にも任意で視点変更が可能。
fpsは1人と2人まではPS2版と同じ60fps、3人以上だとアーケード版と同じ30fps。
PS2版のマシンパワーはギリギリで収まった物の、Switch版はマシンパワーに余裕があったため、レンダリング解像度をHD化して広告用のプリレンダ画像を再現した新規映像になった。ポリゴン以外の部分はアーケード版の解像度そのままになっている。
ベースはシングルプレイはデラックス版、対戦はツインタイプ版。
新規BGMは32X版のリプレイのテーマのMODEL1の音源アレンジ版。編曲者は工藤索興が担当。松岡から「スーパー32X版のリプレイ曲のドラム部分をACの音色に差し替えてACっぽくしたものを作ってほしい」とのこと。音色はAC基板用ではなくDAWにAC版のサウンドROMから抜き出した波形データを再現した物。
開発前の下準備として行方不明だったアーケード版のソースコードを捜索したところ無事発見出来たため、より完成度の高い移植を目指すとのこと。
Switchに変更した際、当初のラインナップ案に乗せ、ソースコードの捜索は長引き、『デイトナUSA』のモデルデータ、『バーチャファイター』の開発データ、発売中止になったスーパー32X版の『ウィングウォー』のデータ等があったが当時のメインプログラマーが保管したソースコードを発見した小玉は探索の苦労は知らなかった。発見するまで他の人に依頼しても「『バーチャレーシング』のソースは残っていない」と結論になりかけた。
奥成のコメントによると「3DS版で研究していた時はアーケード版そのままでは動かなかったので、過去の移植版のデータを集めて、アーケード風に見せるにはどうしたら良いかを検討していたと聞いています。Switch版を作る事になった時点で、アーケード版のプログラムがそのまま動く目処が立っていたので、3DS版の開発データは使わず、アーケード版のオリジナルデータから新規で作り直しました。これにより初めて本物の『バーチャレーシング』を再現する事が出来ました。」と述べている。
3DS版の移植当初はスーパー32X版を考え、拡張した幻のガラケー版を研究したが2016年6月になってもエムツーが勝手に続けた物の、上記のとおりお蔵入りになった。
8人対戦のきっかけは遊んだ方の気持ちを答える形でSwitch1台で実現する事になった。
スーパー32X版の追加コースと追加車の要望はあったが1からの新規製作の難易度が跳ね上がるため、お蔵入りになったが売れ行き次第で検討するとのこと。

## 開発
ナムコの『ウイニングラン』（1988年）に強い影響を受け、より高性能・低コストを目標に開発された。本作は当初、MODEL1のスペック確認のため習作的にプログラミングされた経緯を持つ。実際に商用としてリリースさせる予定は無かったが、制作を進めると想定よりもゲームの出来が良かったため、予期せぬリリース作となったという。
デザイナーの鈴木裕は本作を制作中にピットクルーをポリゴン成形しスムーズに動かす事が出来たという手応えをつかみ、当時は研究開発中で翌年にリリースする事になる3D格闘ゲーム『バーチャファイター』（1993年）をMODEL1基板で完成させる事が可能だという確信を得たという。また、実車の運転感覚を忠実に再現したバージョンが開発中に存在したが、普通にプレイすることが困難なほどに難しいため、お蔵入りとなった。しかし鈴木は実はそのバージョンが一番面白いと語っている。
ゲーム内の音声は光吉猛修が担当している。

## スタッフ
アーケード版
- ディレクター：鈴木裕
- チーフ・プログラマー：鈴木裕
- プログラマー：増田拓二、小林雅彦、川村正広、山田和彦、木村進
- チーフ・デザイナー：名越稔洋
- デザイナー：石井精一、中田州彦、井上俊哉
- 音楽：光吉猛修
- 効果音：高木保浩
- ハードウェア・デザイナー：にしかわしょうじ、やすいけいすけ
- 機械効果技師：松野雅樹
- 電気技師：いとうふとし
- プログラム・サポート：たにぐちいくお、しょうじやすひと、ほそださとし

メガドライブ版
- ディレクター：永田浩一
- チーフ・プログラマー：服部隆一
- SVPプログラマー：堀修
- チーフ・デザイナー：松浦稔
- プログラマー：戸谷弘一、堀田栄治
- 音楽：中林亨、河村知之
- ハードウェア・デザイナー：寺島淳一、つちやこうじ
- プログラマー：柴崎英哉、西野裕、杉本哲也
- スペシャル・サンクス：光吉猛修、浅古芳尚

スーパー32X版
- プロデューサー：永田浩一
- チーフ・プログラマー：服部隆一
- SHプログラマー：堀修
- プログラマー：戸谷弘一、堀田栄治、横尾健一
- チーフ・デザイナー：松浦稔
- デザイナー：真鍋林檎、久保雅資
- 企画：さいとうゆうじ
- 音楽：幡谷尚史
- サウンド・ディレクター：幸崎達哉
- サウンド・プログラマー：香嶋良昭
- アドバイザー：小林正英
- スペシャル・サンクス：梅田浩二、安保秀樹、長谷川亮一、山路和紀、ソエジマヤスフミ、関根紀裕、八日市屋英樹、佐々木朋子、光吉猛修、中川輝彦、宮澤敦務

## 評価
| 機種  | キャラクタ | 音楽 | お買得度 | 操作性 | 熱中度 | オリジナリティ | 総合 |
| MD版  | 3.7        | 3.6  | 3.7      | 4.1    | 4.3    | 4.2            | 23.6 |
| 32X版 | 3.8        | 3.8  | 3.7      | 4.1    | 4.1    | 3.5            | 23.1 |
| SS版  | 3.2        | 3.1  | 2.9      | 3.1    | 3.1    | 3.1            | 18.5 |

アーケード版はゲーム誌『ゲーメスト』の企画「第6回ゲーメスト大賞」（1992年度）において、ベストアクション賞で8位、ベスト演出賞で10位、ベストグラフィック賞で2位を獲得した。また、「第7回ゲーメスト大賞」（1993年度）において、プレイヤー人気で9位、年間ヒットゲームで8位を獲得した。
ゲーメストムック『ザ・ベストゲーム2』（1998年）では『名作・秀作・天才的タイトル』と認定された「ザ・ベストゲーム」に選定され、同書にてライターのスーは「処理速度の速さでその時点で間違いなくドライブゲームの頂点に立った作品」と本作を当時のドライブゲームとして最高峰であったと位置付けており、初級・中級・上級の3コースが「どれも変化に富んだ完成度の高いコースレイアウトで、飽きを感じさせなかった」と述べた他、VRボタンによる4つの視点変更に関しては「臨場感あふれる近い視点から、ライン取りをしやすい遠い視点まで、プレイヤーの快適な環境を作り出した」と称賛、またドライブゲームとして初となる「タイヤの摩耗」の概念や周回毎に車体のグリップが変化する事などが衝撃的であったとゲーム性、画面構成、再現度などを絶賛し、「ポリゴンのピットクルーや、レースクイーンなどのモデリングは、後の名作『バーチャファイター』の基礎になったことは有名な話だ」と後の作品に大きな影響を与えた事なども含め肯定的に評価している。
しかしアーケード版の復刻作となるニンテンドー3DS用ソフト『セガ3D復刻アーカイブス2』（2015年）の購入者アンケートで1月は本作が1位だったが、最終的に3月は『ターボアウトラン』（1989年）に追い越されて『セガ3D復刻アーカイブス3 FINAL STAGE』（2016年）の収録を逃した。
移植版の評価として、ゲーム誌『ファミ通』の「クロスレビュー」ではメガドライブ版が8・9・8・8の合計33点（満40点）でゴールド殿堂入りを獲得した。また、スーパー32X版は5・7・7・7の合計26点（満40点）、セガサターン版は7・7・7・7の合計28点（満40点）とどちらも高評価となった。
徳間書店のゲーム誌における読者投票による「ゲーム通信簿」での評価は右記の通り、メガドライブ版は『メガドライブFAN』において合計23.6点（満30点）、スーパー32X版は『メガドライブFAN』において合計23.1点（満30点）とどちらも高評価となったが、セガサターン版は『SATURN FAN』において合計18.5点（満30点）と標準的な評価となった。
メガドライブ版に関する評価として、『ファミコン通信』のレビュアーからはアーケード版の再現度に関しては賛否両論となり、浜村通信はアーケード版から遜色ないとまでは言えないと前置きした上で「メガドライブでここまで達成させているってことだけで、拍手を贈りたい」と称賛し、アルツ鈴木は処理スピードが思ったよりも速いとした上で「アーケード版にはさすがにかなわないけど、十分以上に楽しめる出来」と肯定的に評価、鈴木ドイツは「超極端に言えば、オールージュをフルスロットルで駆け上がっていくF1ドライバーの気持ちがほんの1ミリわかった気持ちになるゲーム」としてゲームそのものを絶賛し9点を与えたが、一方で渡辺美紀はクラッシュやスピンが多い事から「アーケード版よりクルマが軽い印象」と述べた他にパッドでは操作しにくいと否定的に評価した。また、アルツ鈴木はバックアップカートリッジではないためレコードが保存できない事に苦言を呈した。
その他に、ゲーム本『メガドライブ大全』（2004年）では「SVPの力を借りて、メガドラは原作の『骨格』をどうにか移植している」と移植度に関して肯定的に評価した他、スーパー32X版に関しては「少なくともグラフィックについてはアーケード版になんら遜色なし。コースも見やすく、視点変更も実用的に使えるようになり、リプレイも鑑賞に耐える」と移植度に関して肯定的に評価した。ゲームライターの渡辺浩弐はメガドライブ版について当時の雑誌記事で「すっかり気に入ってしまった」と述べており、画面がショボくなったことで逆に操作感覚や動きのリアルさという重点が強調され、独特の「味」が醸し出されたと論じた。